# 计渝
计渝（1969年1月14日—），安徽合肥人，中国中央电视台主持人。

## 生平
计渝生于安徽合肥。16岁考入北京广播学院（现中国传媒大学）播音系，是当年安徽省唯一考入北京广播学院的考生，也是当年考入北京广播学院的年龄最小的考生。1989年8月自播音系本科毕业。此后进入中国中央电视台，先后担任《新闻联播》、《经济半小时》播音员，后成为《中国财经报道》主播。他还先后主持了《科技大市场》、《科技下乡》、《3·15晚会》、《财富论坛》等大型直播节目。